# Rocher du Diamant
Rocher du Diamant – skalista wysepka w cieśninie Canal de Sainte-Lucie na Morzu Karaibskim, u południowych wybrzeży Martyniki. Jest to bazaltowa skała wielkości 250 na 300 metrów, wystająca z morza na wysokość 175 metrów.
W czasie wojen napoleońskich 7 stycznia 1804 roku wyspę zajęli Brytyjczycy pod wodzą admirała Samuela Hooda i założyli tu bazę wojskową ze stuosobowym garnizonem i pięcioma armatami. Rocher du Diamant został nawet wpisany do rejestru Royal Navy jako slup HMS Diamond Rock.
Przez 17 miesięcy działania brytyjskiego oddziału stanowiły przeszkodę dla francuskiego transportu morskiego między Martyniką a Saint Lucia. Dopiero w 1805 roku wysłanemu na Karaiby admirałowi Pierre’owi de Villeneuve udało się zająć wyspę z pomocą francusko-hiszpańskiej floty 16 okrętów. Anglicy poddali się 3 czerwca 1805 roku.